# Citrongul fältmätare
Citrongul fältmätare (Cidaria fulvata) är en fjärilsart som beskrevs av Johann Reinhold Forster, 1771. Citrongul fältmätare ingår i släktet Cidaria och familjen mätare. Arten är reproducerande i Sverige. Inga underarter finns listade i Catalogue of Life.

## Bildgalleri

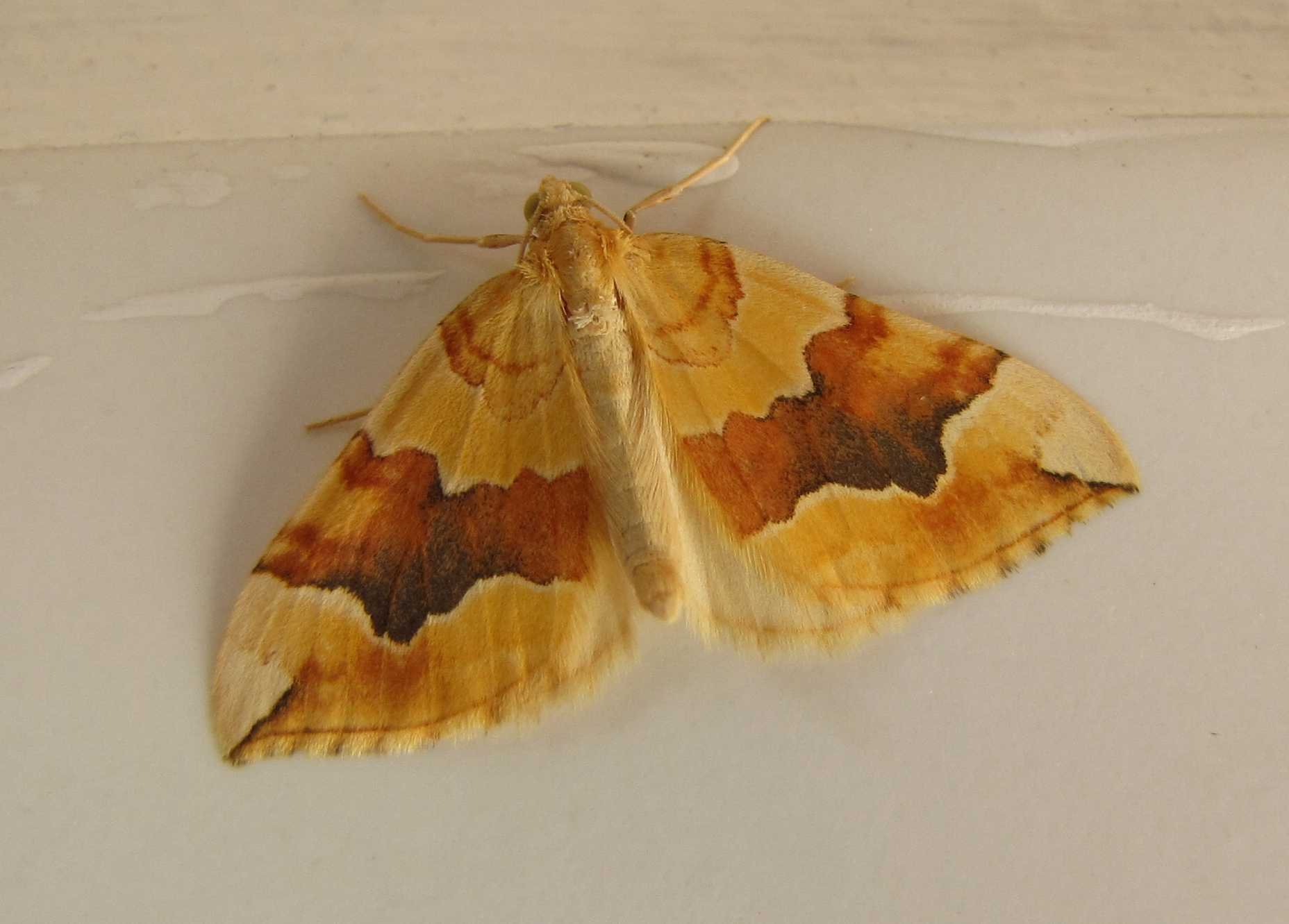